# Целестін II (антипапа)
Целестін II (антипапа) (Теобальдус Буккапекус, лат. Theobaldus Buccapecus; ?, Рим — 1126, ?) вибраний 15 грудня 1124 папою з іменем Целестін II. Його ім'я, що значить з лат. небесний попало до списку антипап скоріше помилково.

## Життя
Теобальдус Буккапекус походить з Риму. До 17 квітня 1121 він Кардинал-диякон римської церкви Санта Марія Нуова, з 6 квітня 1123 - Кардинал-єпископ римської церкви Санта Анастасія. 

## Правління
15 Грудня 1124 року його вибрано у церкві Санта Анастасія у Римі наступником померлого три дні раніше Калікста II. Тому позначення його антипапа неправильне. Однак на вибір папи був учинений тиск озброєними людьми римського аристократа Лео Фражіпане, які розігнали ці вибори. В опозицію до Целестіна II посадили на папське крісло Кардинала з Остія Ломберто Сканабехчі, який взяв собі ім'я Гонорія II.
Однак дивлячись на перебіг виборів та тиск на них, Гонорій ІІ теж відмовляється від папської тіари. Таким чином прихильники Целестіна II зхилилися на нових виборах на сторону Гонорія. Гонорія вибирають, тобто підтверджують вибір, знову, вже без зовнішнього тиску 16 грудня 1124 року папою римським Гонорієм ІІ.

Целестіна II треба вважати папою без понтифікату.